# 米の山病院
米の山病院（こめのやまびょういん）は、福岡県大牟田市歴木4-10にある、社会医療法人親仁会が運営する病院である。

## 概要
救急告示病院。全日本民主医療機関連合会（民医連）に加盟している。公益財団法人日本医療機能評価機構認定病院(病院評価結果は3rdG:Ver.1.1(3回目,2017年7月7日認定,2021年5月28日認定有効期限))。NPO法人卒後臨床研修評価機構認定証発行病院。
高校生の看護師体験を受け入れるなどの社会的活動にも積極的である。

## 沿革
「めぐまれない人々、貧しい人々のための医療機関をつくりたい」という水田精一郎医師の願いで1955年1月30日に開業した水田医院を前身とし、親仁会グループである大牟田市内や周辺の熊本県の山間部の町にある診療所や総合病院の中核を担っている。1960年代には三池炭鉱の粉塵爆発事故による患者の検診を行うなど、三池地方の炭鉱労働者を支援していた。三井三池争議に参加し労働歌を作曲した荒木栄が死去した病院でもあり、院内に碑が建てられている。
2016年3月1日に大牟田市今山より現在地に新築移転した。用地として病院駐車場と三井鉱山米の山社宅跡地を活用している。移転前の本館（1978年建築）・新館（1984年建築）は築30年以上経過し老朽化が進行していた。

## 診療科
- 内科
- 神経内科
- 漢方内科
- 外科
- 整形外科
- アレルギー科
- 小児科
- 皮膚科
- 泌尿器科
- 眼科
- リハビリテーション科
- 放射線科
- 呼吸器内科

- 消化器内科
- 肝臓内科
- 胃腸内科
- 循環器内科
- 麻酔科
- 歯科
- 小児歯科
- 歯科口腔外科
- 糖尿病内科
- 消化器外科
- 腎臓内科
- 救急科
- 総合診療科

## 診療サポート部門
- 病理診断科
- 臨床検査科

## 医療機関の認定
(この節の出典)
- 保険医療機関
- 労災保険指定医療機関
- 生活保護法指定医療機関(中国残留邦人等の円滑な帰国の促進並びに永住帰国した中国残留邦人等及び特定配偶者の自立の支援に関する法律(平成6年法律第30号)に基づく指定医療機関を含む。)
- 指定自立支援医療機関（更生医療）指定
- 自立支援医療機関（精神通院医療）
- 身体障害者福祉法指定医の配置されている医療機関
- 結核指定医療機関
- 指定小児慢性特定疾病医療機関
- 難病の患者に対する医療等に関する法律(平成26年法律第50号)に基づく指定医療機関
- 原子爆弾被害者医療指定医療機関
- 原子爆弾被害者一般疾病医療取扱医療機関
- 公害医療機関
- 臨床研修病院
- DPC対象病院
- 無料低額診療事業実施医療機関
- 救急告示医療機関
- 病院群輪番制参加医療機関

## 関連人物
- 荒木栄（ソングライター） - 当院にて死去。院内に碑が建てられている。

## 交通アクセス
JR「大牟田駅」より西鉄バス大牟田10番「米の山」または「普光寺」行、「米の山病院前」下車。すぐ。

## 周辺
- 堂面川
- 高取簡易郵便局